# يارعلي سفلي (مقاطعة دلفان)
يارعلي سفلي (بالفارسية: یارعلی سفلی) هي قرية تقع في قسم نورعلي الريفي بمقاطعة دلفان في إيران. يقدر عدد سكانها بـ 19 نسمة بحسب إحصاء 2016.